# Mary Woronov
Mary Woronov (* 8. prosince 1943 Palm Beach, Florida, USA) je americká herečka a spisovatelka. V šedesátých letech byla jednou z superstars Andyho Warhola a doprovázela show Exploding Plastic Inevitable. Později hrála například v seriálech Knight Rider a Charlieho andílci. Z filmů potom Cesta gladiátorů 2000 (1975), Rock 'n' Roll High School (1979), Dům ďábla (2009) a dalších.